# مصطفى الصلنكي
مصطفى الصلنكي (توفي حوالي عام 1600)، والمعروف أيضًا باسم صلنكي مصطفى أفندي، كان عالمًا ومؤرخًا عثمانيًا، صنَّف كتابه تاريخ الصلنكي في الخلافة العثمانية في الفترة من 1563 إلى 1599. كان سكرتيرًا لديوان السلطان لكن تاريخه لم يكن بتأثير عثماني، وتضمن انتقادات للسلاطين بشكل مباشر. يُعتبر تاريخ الصلنكي أحد أكثر الروايات الفردية عن الحياة العثمانية في القرن السادس عشر. كما قدم أحد أكثر الروايات تفصيلًا عن البرد والمجاعة في الأناضول في تسعينيات القرن السادس عشر فيما عٌرف لاحقًا في الجيولوجيا بالعصر الجليدي الصغير. لا يُعرف سوى القليل عن حياة الصلنكي، بما في ذلك عائلته أو خلفيته أو عمره، ولكن يمكن استنتاج أجزاء عن تعليمه؛ وذكر الصلنكي أنه كان أحد الستة الحافظين الذين تلوا من القرآن الكريم على جثمان سليمان القانوني.

## تاريخ الصلنكي
لم يتم دمج تاريخ الصلنكي على نطاق واسع في التأريخ العثماني ولم يتم نشره إلا جزئيًا في عام 1864؛ احتوى المنشور نفسه على العديد من التحرير والتعديلات والإضافات. يُعتقد أن المؤرخ محمد صولاق زاده كان لديه حق الوصول إليه، لكنه لم ينسب العمل إلى تاريخ الصلنكي على وجه التحديد.
يبدأ السجل بوصف للأمطار الغزيرة التي هطلت في أيلول 1563 وينتهي بهروب قاسم فويفودا من آسريه في أيار 1600. يمتد على عهد أربعة سلاطين: السنوات الأخيرة من حكم سليمان القانوني، وكامل فترة حكم سليم الثاني ومراد الثالث، والسنوات الخمس الأولى من حكم محمد الثالث.

## الأعمال
- إبشيرلي، محمد (المحرر). تاريخ الصلنكي. إسطنبول: منشورات الجمعية التاريخية التركية. ISBN:9789751608932. OCLC:949392862.

## طالع أيضًا
- صلنك